# Cyclopie
Pour les articles homonymes, voir Cyclope (homonymie).

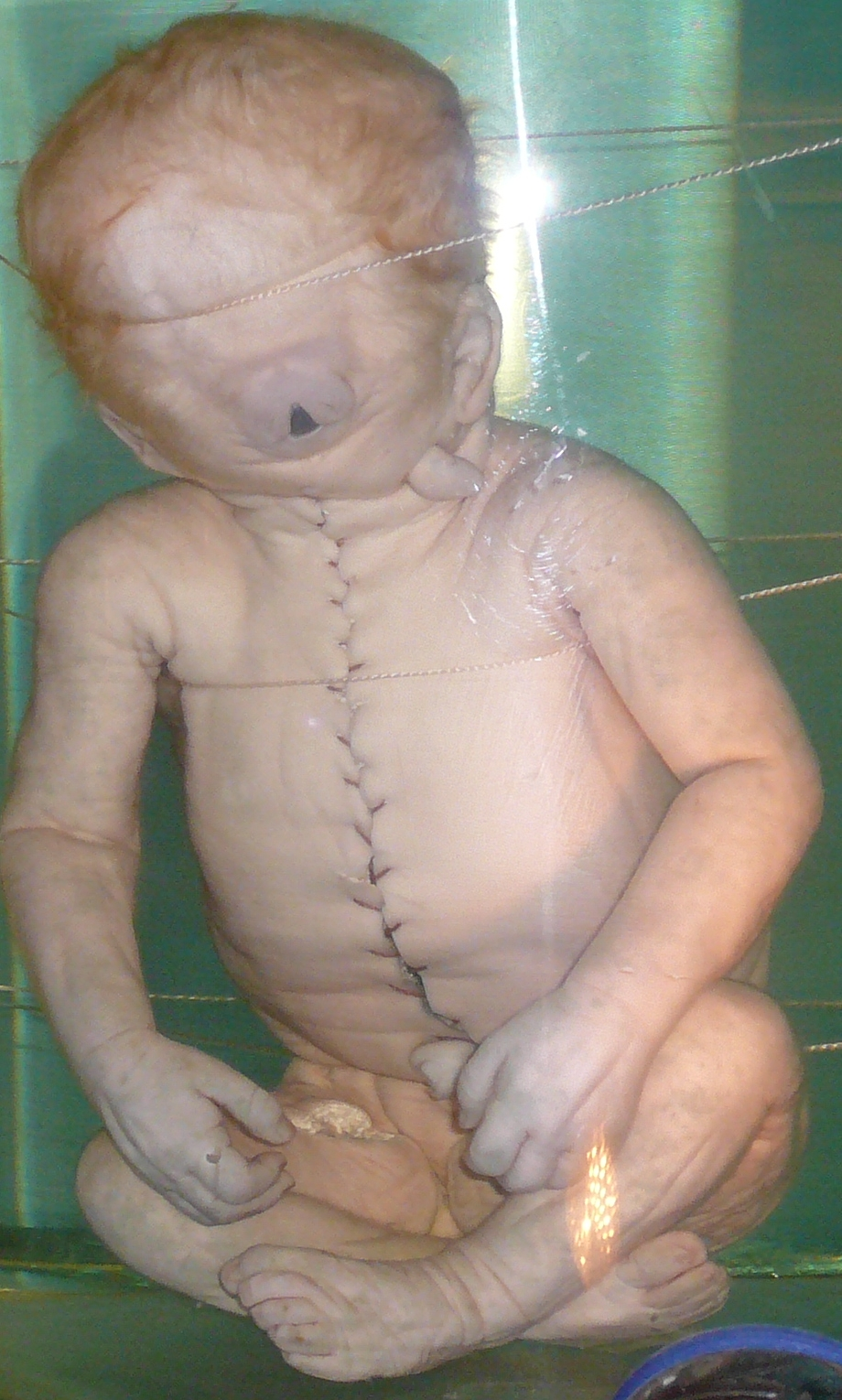
Fœtus humain atteint de cyclopie, une malformation congénitale.

La cyclopie est une malformation génétique touchant les êtres humains et les autres animaux et se caractérisant par la fusion des deux orbites et la présence d’un seul œil au milieu du front,. Cette malformation est associée à d’autres malformations du visage ainsi qu’à des malformations cérébrales. 
Un être vivant atteint de cyclopie est dénommé cyclope.
La cyclopie est peut-être à l'origine de plusieurs mythes de divers peuples, en particulier de celui des cyclopes dans la mythologie grecque.

## Étymologie
Le terme de  tératologie cyclopie est issu du grec kuklos : (« roue » ou « cercle ») et ôps : (« œil »). Le Larousse affirme que le terme grec de Kuklops (κύκλωψ / kýklôps) signifie « qui roule son œil de manière terrifiante ».

## Maladie génétique
La cyclopie est la forme la plus sévère des anomalies de la face qui sont associées à l'holoprosencéphalie alobaire ; elle est due à l'absence de développement du bourgeon frontal rentrant dans le cadre de l'ectroprosopie. La cyclopie existe avec des degrés variables de dédoublement intrinsèque des structures oculaires internes (synophtalmie).
L'holoprosencéphalie est une malformation congénitale du cerveau et de la face. Elle existe à des degrés divers et résulte en une séparation incomplète entre les deux hémisphères du cerveau et parfois entre les deux yeux. On parle alors de cyclopie.
L'anomalie comporte aussi une arhinie (absence du nez), et la présence d'un proboscis sus-orbitaire localisé sur la ligne médiane, au-dessus de l'œil unique.
C'est une anomalie de la famille des cyclocéphaliens.

### Chez l'être humain

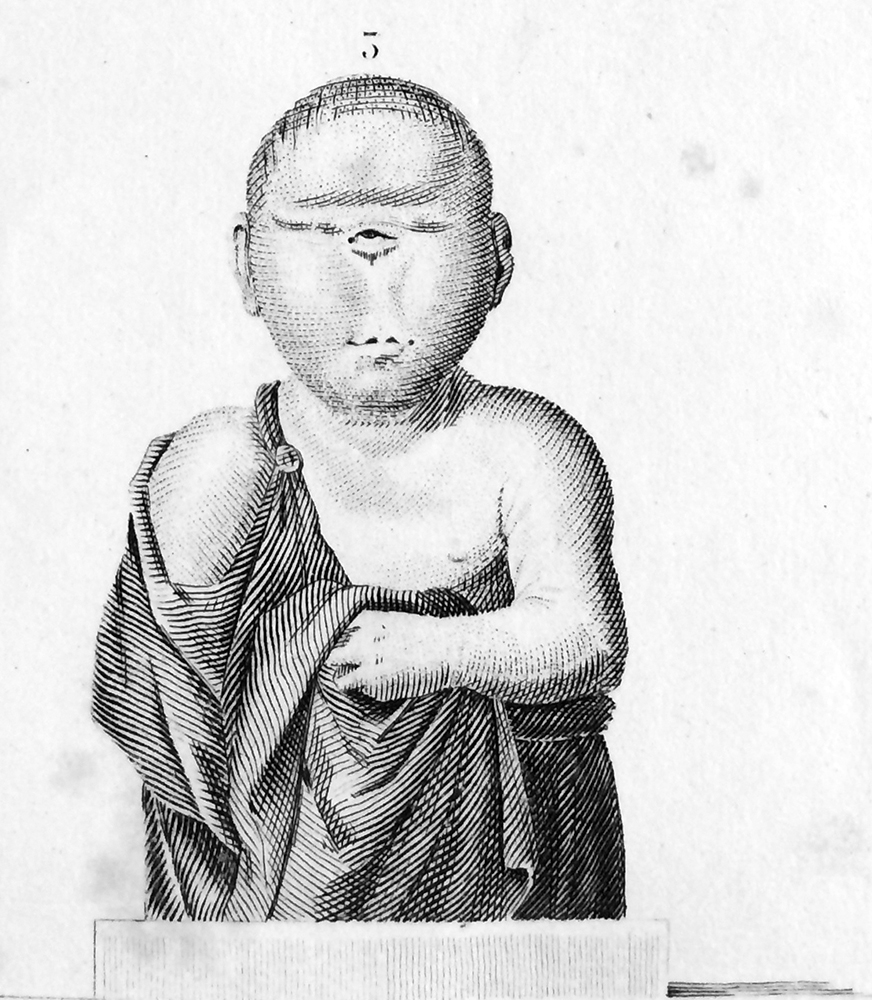
Figure 3 de la planche II dans la partie « De l'Homme » des œuvres complètes de Buffon.

Bien que l'occurrence soit très rare, on a recensé de nombreux cas chez les êtres humains.
Historiquement, l'existence de cyclope humain est attestée au XVIIIe siècle, le « Journal de médecine, chirurgie, pharmacie, etc. » édité à Paris et datant de 1760 relate des cas de cyclopes humain, bien que le cas cité soit celui d'un agneau.
Autre exemple : dans la partie « De l'Homme » des Œuvres Complètes de Buffon (édition 1837 chez éditeurs Pourrat frères), on y parle d'un enfant (planche II figure 3) qui semble bien atteint de ce que l'on appelle « cyclopie ». Cet enfant est né durant l'année 1766, mais il « n'a vécu que quelques heures. »
La tête de cet enfant a été reproduite en cire par Marie Catherine Biheron. Cette tête en cire fut conservée par Dubourg, naturaliste et médecin à la faculté de Paris. Des détails sur cet événement figurent dans la revue Mercure de France.
En 2015, la presse évoque la naissance, dans un hôpital égyptien, d'un bébé né avec un œil unique, situé au milieu du front. Ce bébé cyclope est également dépourvu de nez et présente des malformations cardiaques.

### Galerie

Quelques photos de cas de cyclopie
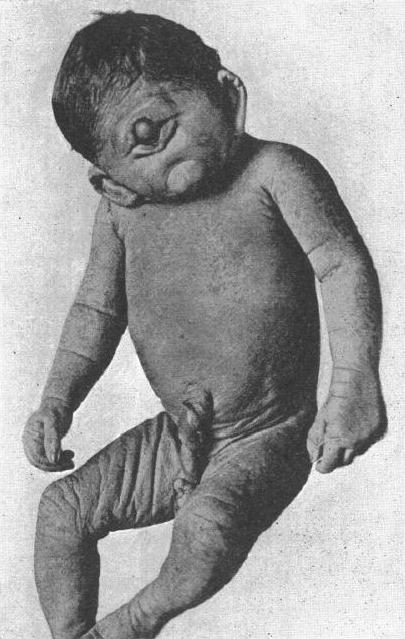
Enfant atteint de cyclopie, 1926.
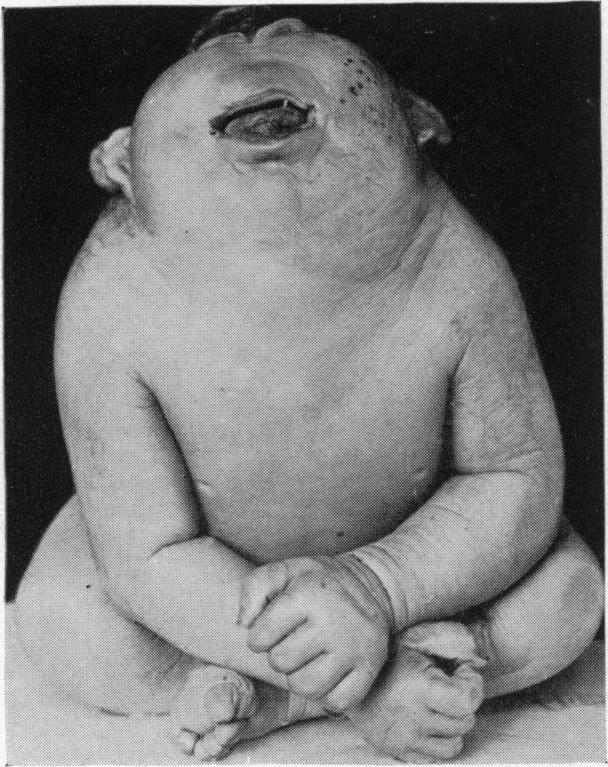
Enfant atteint de cyclopie, 1920.
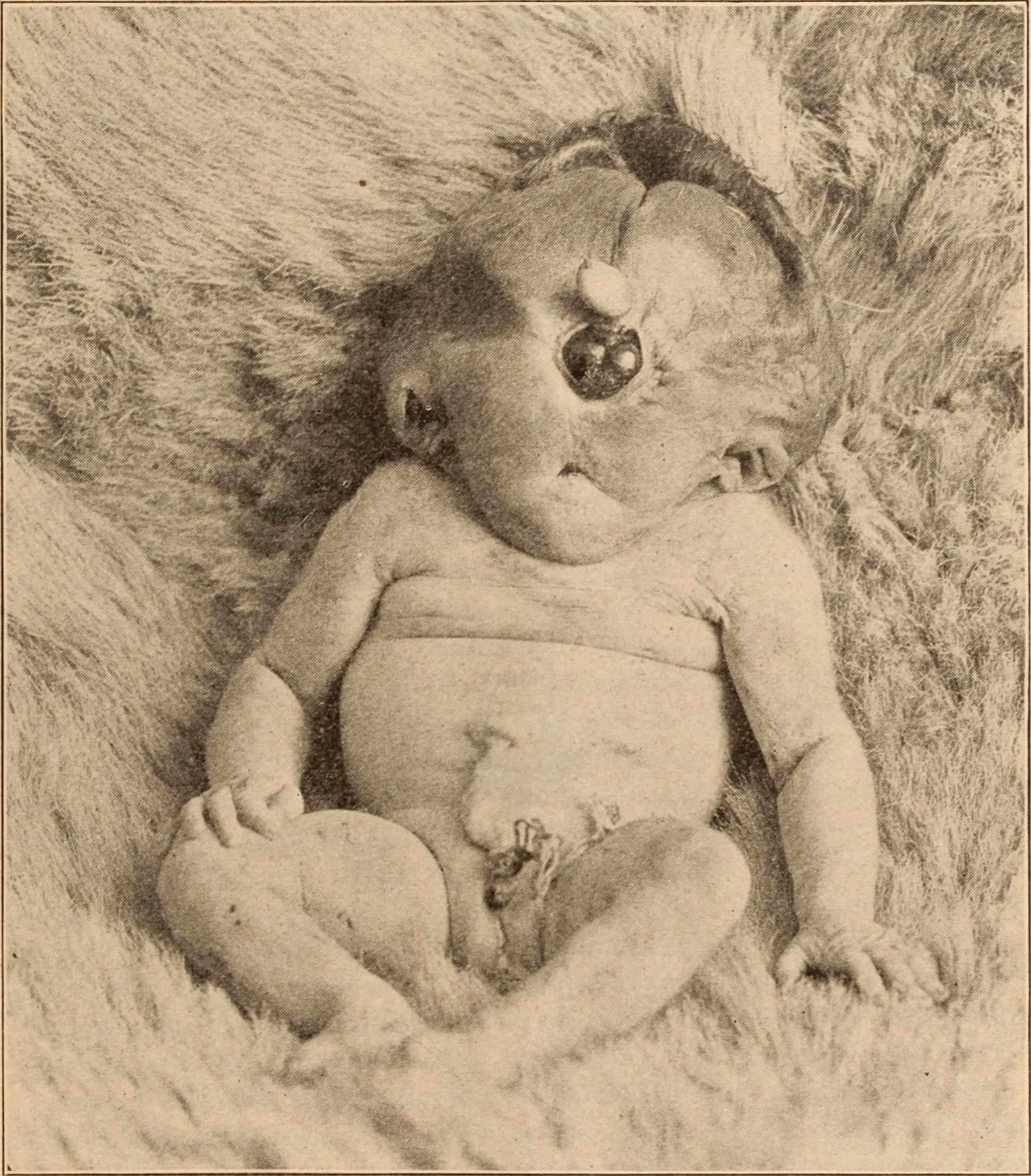
Sujet atteint de cyclopie en 1900.
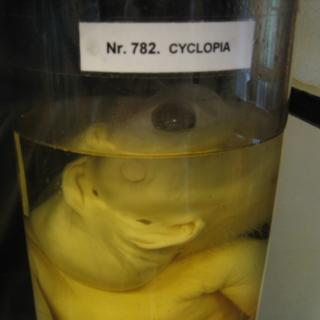
Sujet atteint de cyclopie mis dans du formol.

### Chez les animaux

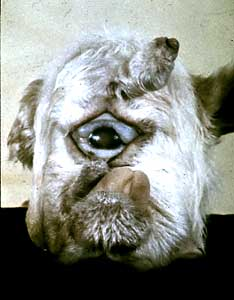
Cyclopie d'un agneau, à la suite de l'ingestion par la mère d'une plante contenant de la cyclopamine.

On retrouve cette maladie génétique aussi chez des animaux très divers : agneaux, chats, requins… Ainsi, un spécimen extrêmement rare de requin cyclope a été découvert à proximité de l'île Cerralvo, dans le golfe de Californie au Mexique en juillet 2011. Il a été péché dans le golfe de Californie. En ouvrant l'abdomen d'un requin de sable en gestation, le pêcheur a découvert dix petits fœtus dont un petit requin albinos muni d'un unique œil au milieu du rostre[réf. non conforme].

## Mythologie grecque

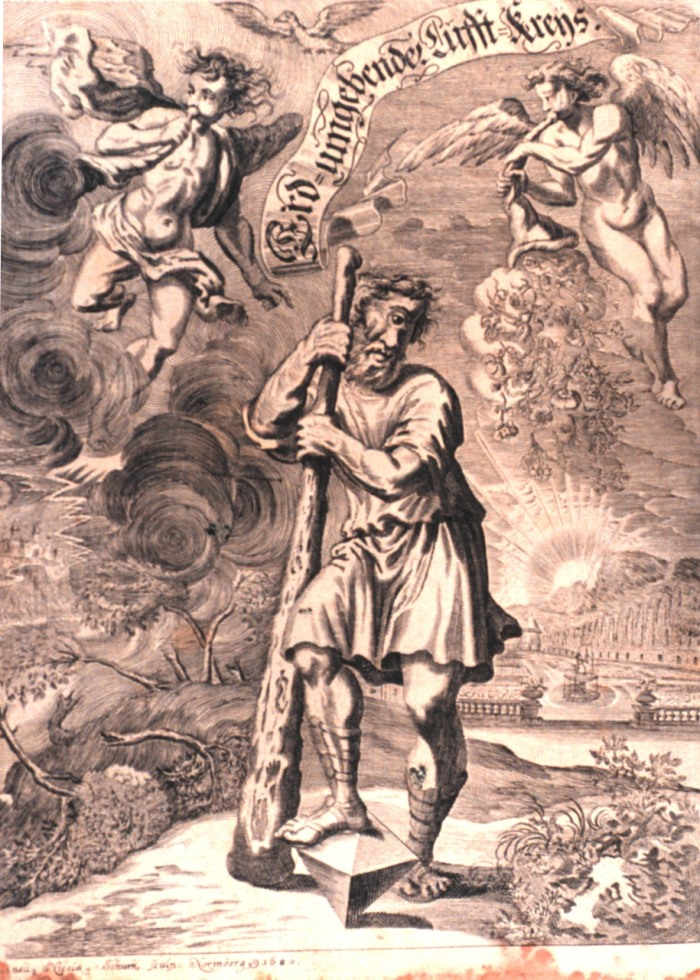
Cyclope, illustration de 1680.

La cyclopie est peut-être à l'origine des mythes liés aux cyclopes dans la mythologie grecque. D'autres explications ont cependant été données, telle que la découverte de crânes d'éléphants par les Grecs anciens et dont la cavité nasale de cet animal de grande taille (les cyclopes sont généralement présentés comme des géants) a pu être interprétée comme l'œil unique d'un être de grande taille.